# 特伦斯·麦克纳
特伦斯·肯普·麦克纳（英語：Terence Kemp McKenna，1946年11月16日—2000年4月3日），愛爾蘭裔美國人，美國作家、易學家。

## 生平
麦克纳出生於美國科羅拉多州佩奧尼亞，以對迷幻藥的研究，與宣稱用《易經》來推論2012年預言聞名。

## 時間波歸零理論

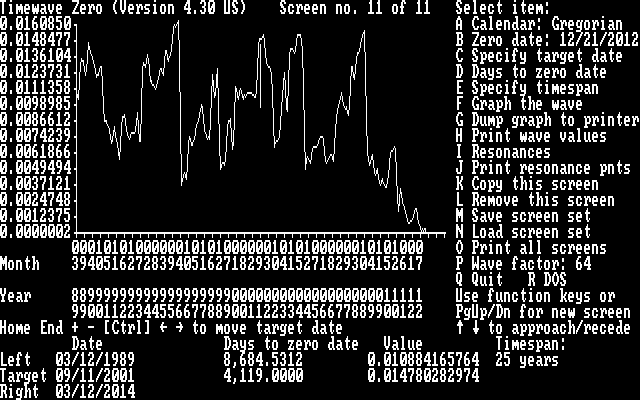
時間波歸零理論的曲線圖

1970年代，麦克纳宣稱根據《易經》六十四卦象依文王卦順序，再設定數值整合不同曲線特性再配合人類歷史年代，用電腦方程式跑出他稱呼的『時間波動函數』（timewave）。他號稱发现曲線波谷的時間与人类四千年的重大轉變都吻合，並可用預測未來世界重大事件的時間，這說法他稱為『時間波歸零理論』(Time Wave Zero theory)，或譯『时间零波理论』。他稱2012年末12月21日曲線將會跌至最底而結束，也就是在2012年12月21日將會發生重大事件。麦克纳並出書《看不見的地貌》（The Invisible Landscape: Mind, Hallucinogens, and the I Ching）來推廣他的說法。
麦克纳到死並都無公佈程式的細節參數、算式。時間波歸零理論被科學界認為是偽科學，所謂的吻合也都是先射箭再畫靶。

## 概要
出生于科羅拉多州的佩奥尼亚。在他14岁的时候，读了作家奥尔德斯·赫胥黎的《知觉之门》，受到了其中通过药物得到的神秘体验的描写的很大冲击。
入学加利福尼亞大學柏克萊分校。在大学時代摄取了麥角酸二乙酰胺（LSD）和二甲基色胺（DMT），特别是DMT对他的思想产生了强烈的影响。麦克纳认为，DMT可以把人类带到有外星人存在的超空间维度上去。。
1968年休学，在尼泊尔与亞馬遜雨林接触了萨满教文化。
1971年3月，麦克纳确信了幻觉剂在萨满教中发挥的重要作用，与其哥哥丹尼斯和朋友前往亞馬遜雨林探求萨满教使用的能产生幻觉的植物，但虽未找到目的种，却也接触到了能带来幻觉的植物，不但摄入了大麻、迷幻蘑菇，还摄取了含有DMT的死藤水。在这发生后的第37天，一伙人遭遇了外星人（蒂莫西·利里在1973年从西里乌斯那里收到的消息）。这种体验在其著作《幻觉世界中的真实》里被提到了。
1970年中期，麦克纳和其哥哥丹尼斯匿名共著了含有赛洛西宾的迷幻蘑菇的栽培指南，为其在美国的流通作出了贡献。

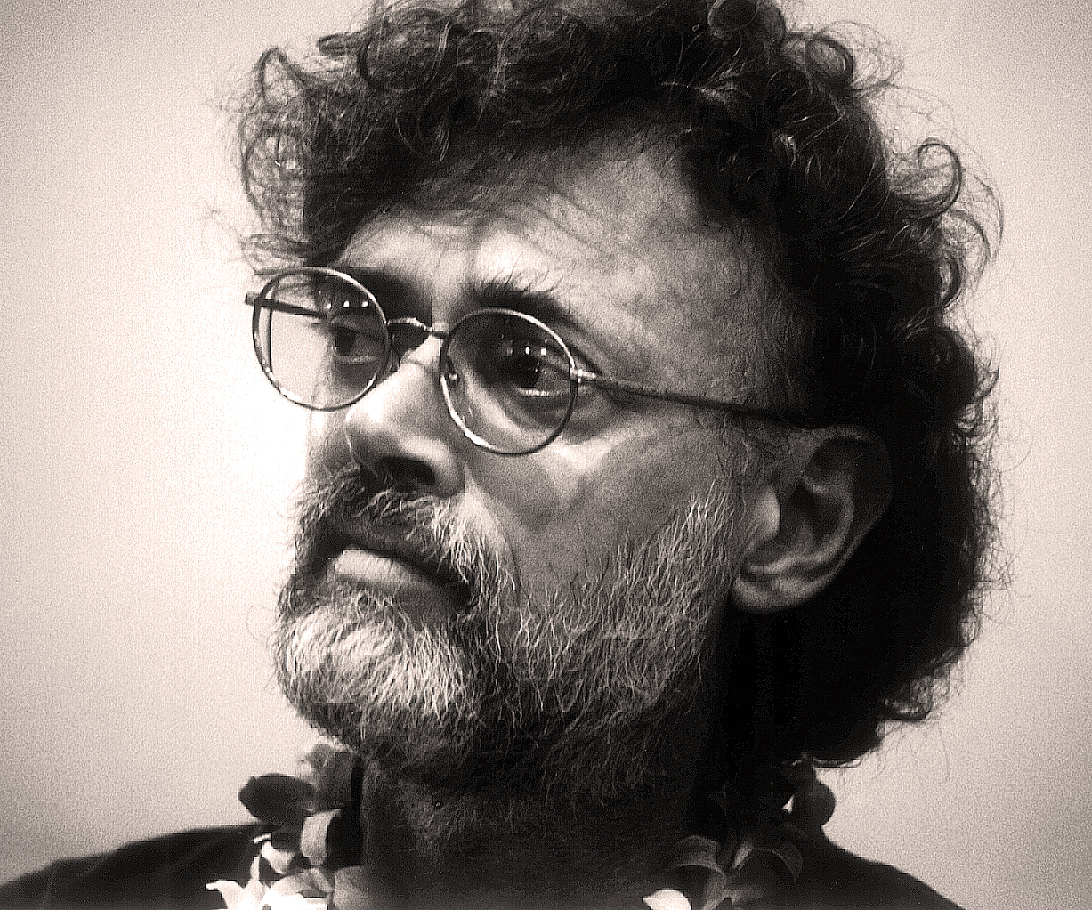
特伦斯・麦克纳 1999年

1980年时，麦克纳提倡以《易经》的六十四卦为基础，借助计算机计算得出的，在2012年12月22日会发生什么事情的理论，变化的周期是到近代科学产生为止的4300年，在那之后的384年的周期里，科学会大发展，之后从1945年左右起的67年周期里，科学的发展再次加速，之后的384天更是发展得远甚之前，而在最后的6日、135分、0.0075秒的周期里，人类都会发生从未有过的巨大变化。此时将发生不可预料的事情。。和麦克纳一样，受奥尔德斯·赫胥黎影响的致幻剂文化活動家、新纪元运动思想家何塞·罗德里格斯与其妻子劳埃德也认为世界也会在瑪雅文明的瑪雅曆终了的将来终结。
在其著作《众神之粮》中，以文献为基础，解说了含有幻觉成分赛洛西宾的蘑菇对人类意识产生的影响假说。
麦克纳认为，在大约100万年前，人类吃了含有赛洛西宾的蘑菇后，有父系的灵长类社会改变了游牧为主的生活方式，但随着1万年前蘑菇难以生长的地域的农业开发，父系社会又出现了，与此同时，随着阶级的出现，也产生了军队这种组织。他指出，致幻剂是起爆剂，复活了萨满教与自然共生的精神，这也被叫做“古风复兴（Archaic Greece Revival）”。